# Nicolas Dubois de Riocour
Nicolas Dubois de Riocour s'est illustré au service du Duché de Lorraine à l'époque de la guerre de Trente Ans, d'abord comme militaire puis comme magistrat.
Il est principalement connu pour sa relation des sièges de La Mothe, auxquels il prit une part active.

## Famille
Nicolas Dubois de Riocour est né le 10 juin 1610 à La Mothe, d'une famille d'origine auvergnate, mais au service des ducs de Lorraine depuis au moins deux générations.
Son père Nicolas et son grand-père Antoine étaient déjà lieutenants-généraux du Bassigny.

## Carrière militaire
Nicolas Dubois de Riocour participa aux trois sièges de La Mothe.
Lors du premier siège de 1634, il fit partie des hommes de confiance du gouverneur Antoine d'Isches, qui le chargea notamment de rédiger les réponses aux sommations du maréchal de La Force, mais sollicita également son conseil pour optimiser les défenses de la ville et adapter les mesures de police.[réf. nécessaire]
Son action lors du blocus de 1642 est moins connue, mais semble plus limitée. On sait uniquement qu'il instruisit le procès des espions français qui s'étaient introduits dans la place.[réf. nécessaire]
Enfin, Nicolas Dubois de Riocour participa également au siège de 1645, qui devait se terminer par la destruction de la ville. C'est lui qui fut chargé de la rédaction des propositions de capitulation, et qui les porta au marquis de Villeroy. Ces propositions, qui furent acceptées, garantissaient que La Mothe serait préservée et que sa population ne serait pas chassée.[réf. nécessaire]
Le 7 juillet 1645, en tant que premier représentant du bailliage de Bassigny, il assista à la reddition de la ville. Quelques jours plus tard, parjurant le traité qui avait été signé et les promesses qui avaient été faites, Mazarin donnait l'ordre de démanteler la forteresse et de raser la ville, afin qu'il n'en reste plus pierre sur pierre. Nicolas Dubois de Riocour fut chargé par les Lorrains de se rendre à la Cour de France afin d'implorer la révocation de cet ordre. Ses supplications ne furent pas entendues et, à son retour, la plus grande partie de sa ville natale était déjà détruite.[réf. nécessaire]
Afin de conserver la mémoire de La Mothe et de ceux qui y avaient combattu, Dubois de Riocour entreprit, dans ses vieux jours, de rédiger une Histoire de la ville et des deux siéges de La Mothe, qui livre un témoignage précieux sur ces opérations militaires, mais également sur l'esprit du temps et sur la vie quotidienne dans la ville.

## Carrière diplomatique et magistratures
Le caractère belliqueux et l'inconstance diplomatique du duc Charles IV avaient fini par pousser ses anciens alliés espagnols à le faire arrêter à Bruxelles en janvier 1654, puis enfermer à Tolède.
Nicolas Dubois de Riocour fut désigné par la Cour de Lorraine, avec le marquis du Châtelet, comme ambassadeur extraordinaire chargé de négocier la liberté du prince. Malgré tous les efforts déployés par les Lorrains, Charles IV ne fut libéré qu'en 1659.[réf. nécessaire]
Après la paix des Pyrénées, Nicolas Dubois de Riocour reprit ses fonctions de conseiller au parlement et de président de la cour de Commercy.
En 1670, comme le duc Charles IV refusait de céder aux injonctions de Louis XIV et de licencier ses armées, la Lorraine fut de nouveau envahie par les Français et le duc chassé. La cour de Lorraine eut interdiction de se réunir, et Dubois de Riocour se retira dans son château de Damblain. Là, il entreprit de rédiger différents ouvrages sur l'histoire et les coutumes de son pays: la fameuse Relation des sièges de La Mothe, un Commentaire de la coutume du Bassigny et une Histoire de l'emprisonnement du Duc Charles IV à Tolède en Espagne.[réf. nécessaire]
Nicolas Dubois de Riocour mourut à Damblain le 29 juin 1692, à l'âge de 81 ans.